# Гарибальди (печенье)
Печенье «Гарибальди» (англ. Garibaldi biscuit) — британское печенье, названное в честь Джузеппе Гарибальди. Состоит из двух печений с начинкой из изюма или коринки между ними. Это печенье похоже на эклсскую слойку. Готовится в домашних условиях, а также промышленным способом.
Традиционно употребляется с чаем или кофе. Отличительной чертой является прослойка из сухофруктов, что дало начало разговорным названиям «сэндвичи с мухами», «кладбище мух», «печенье с мёртвыми мухами», «печенье с раздавленными мухами» или, в Новой Зеландии, «ловушки для мух», поскольку изюм напоминает давленных мух.
Печенье также существует под разными названиями в других странах, в том числе в Австралии (под названием «Full O’Fruit») и Новой Зеландии (под названием «Fruitli Golden Fruit»). В Нидерландах похожее печенье под названием «Sultana» производится с 1935 года компанией Verkade. Или печенье «Golden Fruit Raisin», ранее производившееся компанией Sunshine Biscuits в США.

## История
Печенье «Гарибальди» было названо в честь Джузеппе Гарибальди, знаменитого итальянского генерала, революционера и лидера борьбы за объединение Королевства Италия, которое наконец было достигнуто в 1861 году. Ходили рассказы, что якобы во время одной из своих кампаний Гарибальди, из-за нехватки продовольствия, приказал своим людям есть хлеб, смоченный в лошадиной крови.
Гарибальди совершил визит в Саут-Шилдс в Англии в 1854 году, легенда гласит, что он случайно сел на два печенья при встрече с политиком Джозефом Коуэном.
Наиболее распространённая версия связывает происхождение печенья с кондитером Джоном Карром, который создал его в 1861 году, когда работал на производителя печенья и бисквитов Peek Freans в лондонском районе Бермондси. Скорее всего Peek Freans просто использовали имя Гарибальди, который в то время пользовался большой популярностью в Англии.